# Římskokatolická farnost Ostrava-Plesná
Římskokatolická farnost Ostrava-Plesná (dříve též Římskokatolická farnost Plesná nebo Stará Plesná) je farnost římskokatolické církve v děkanátu Ostrava ostravsko-opavské diecéze.
Farním kostelem je kostel svatého Jakuba Většího (Staršího) ve Staré Plesné. Je to barokní stavba z let 1783–1787 postavená nákladem patrona (vrchnosti) poblíž nezachovaného původního dřevěného kostela. Na místě dřívějšího kostela zůstala zděná kaple s hrobkou rytířů Czaderských, poblíž kostela se nacházejí další tři stylově příbuzné kapličky a hřbitov.
Kromě farního kostela se bohoslužby rovněž konají pravidelně:
- v novogotické kapli svatého Jana Nepomuckého v Dobroslavicích, postavené roku 1896 na místě, kde předtím stála zvonice a dochovaná socha téhož světce;[5]
- v barokní kapli Navštívení Panny Marie v Děhylově z roku 1726, kterou vystavěl vlastním nákladem zdejší občan Matěj Chyla a která byla vysvěcena 9. září 1728.[6][7]

V Martinově na náměstí se nachází kaple (zvonice) z roku 1931, na místě starší dřevěné.

## Historie
Plesná patřila v 13. století (doloženo 1255 a 1261) k majetku kláštera ve Žďáru nad Sázavou, není však jisté, zda tento klášter zde založil farnost zmiňovanou prvně roku 1450 (tehdy byl farářem Stanislav, po jehož smrti paní Kateřina z Čochendorfu navrhovala Mikuláše Adama z polské poznaňské diecéze). Nejpozději v době, kdy statek získal protestantský rod Cikánů ze Slupska (1607), byla farnost luteránská a v Plesné jsou počátkem 17. století doloženi protestantští kazatelé.
Po třicetileté válce zůstal statek Dobroslavice, k němuž Plesná patřila, až do roku 1654 v rukou evangelické vrchnosti Cikánů ze Slupska. Veřejné nekatolické bohoslužby se sice konat nemohly, lidé se k nim však scházeli neveřejně, jak vyplývá ze zprávy faráře z Velké Polomi Jana Ludvíka Rusinovského z roku 1639, který se nabízel opuštěnou a zpustlou farnost „z čiré pastýřské horlivosti“ převzít. Podle zprávy opavského děkana z roku 1652 drželi Cikánové kostel zavřený a neumožňovali v něm katolické bohoslužby. V roce 1654 byl po smrti Václava Fridricha Cikána ze Slupska zadlužený statek převzat opavskými stavy, ale farnost nebylo pro nedostatek obživy pro kněze možné obnovit, a Plesná proto byla přičleněna k farnosti Hlučín, v letech 1671–1686 k farnosti Velká Polom a poté opět k Hlučínu až do roku 1780, kdy byly hranice farností zarovnány podle nových rakousko-pruských hranic. Tehdy byla z území hlučínské farnosti na pravém břehu Opavy vytvořena, resp. obnovena farnost se sídlem v Plesné, kde byl i záhy vystavěn nový kostel (1783–1787) a fara (1791).
Patronát farnosti vykonávala od nejstarších zpráv vrchnost, totiž majitelé panství Dobroslavice.
V roce 1859 žilo ve farnosti 2634 římských katolíků (vedle dvou evangelíků a 12 židů).
Obvod farnosti ve středověku a raném novověku není přesně znám. Po znovuzřízení farnosti roku 1780 k němu připadly vesnice do té doby přifařené k Hlučínu, které zůstaly po sedmileté válce v Rakousku, totiž Stará a Nová Plesná, Děhylov, Dobroslavice, Jilešovice, Martinov a Pustkovec. V roce 1931 byly od farnosti odloučeny Jilešovice, které připadly k farnosti Háj ve Slezsku, a roku 1948 Pustkovec, který přešel k farnosti Poruba.
Území pozdější farnosti Plesná patřilo v 17. století k děkanátu Opava, od roku 1686 k děkanátu Hlučín až do roku 1780, kdy byla nově vzniklá farnost přidělena k děkanátu Bílovec. U toho zůstala do roku 1952, kdy byla při nové organizaci děkanátů navazující na správní reformu z roku 1949 přidělena k děkanátu Hlučín; teprve poté, co roku 1976 obec Plesná integrovala k Ostravě, byla i farnost přidělena k děkanátu Ostrava (do roku 1978 děkanát Moravská Ostrava). Do roku 1996 byla součástí arcidiecéze olomoucké, od uvedeného roku pak nově vytvořené diecéze ostravsko-opavské.

## Faráři v Plesné
Duchovní správci plesenské farnosti:
- před 1450–1453 Stanislav
- 1453–? Mikuláš Adam, z poznaňské diecéze
- 1. pol. 16. stol. Matěj
- 1. pol. 16. stol. Blažej
- 1. pol. 16. stol. Valentin
- počátek 17. století Jakub, evangelík
- počátek 17. století Ondřej Hrnčíř (Figuli) z Bílska, evangelík
- 1780–1820 Jan (Karel?) Buček (do 1784 administrátor)
- 1820–1833 Johann Schnirch
- 1833–1839 Jakub Kožaný
- 1839–po 1859 Constantin Stieber
- po 1859–1862 Antonín Klimeš
- 1862–1891 František Ječmínek
- 1891–1916 Antonín Trnkal
- 1916–1945/1950 Stanislav Dufalík
- 1950–1972 Vavřinec Mitáček
- ?–1986 Josef Krakovič
- Josef Bystřický
- od 2002? Jiří Schreiber (do 2008 administrátor)